# Перовићи (Завидовићи)
Перовићи су насељено мјесто у Босни и Херцеговини, у општини Завидовићи, које административно припада Федерацији Босне и Херцеговине. Према попису становништва из 2013. године, у насељу је живјело 1.155 становника.

## Становништво
| Националност       | 2013.          | 1991.          | 1981.          | 1971.          |
| Муслимани          | 1.132 (98,01%) | 1.805 (96,78%) | 1.738 (95,44%) | 1.195 (96,06%) |
| Срби               | 6 (0,52%)      | 16 (0,85%)     | 53 (2,91%)     | 38 (3,05%)     |
| Хрвати             | 0              | 1 (0,05%)      | 0              | 0              |
| Југословени        | –              | 5 (0,26%)      | 19 (1,04%)     | 3 (0,24%)      |
| остали и непознато | 17 (1,47%)     | 8 (0,42%)      | 11 (0,60%)     | 8 (0,64%)      |
| Укупно             | 1.155          | 1.835          | 1.821          | 1.244          |